# Statencollege (Hoorn)
Het Statencollege, vroeger Statenhuis ("Staten-Huys"), is een 17e-eeuws gebouw in de stad Hoorn in Noord-Holland, waarin het bestuurscollege Gecommitteerde Raden in West-Friesland en het Noorderkwartier was gevestigd. Het Statencollege is gelegen op de hoek van de Proostensteeg met de Roode Steen, het centrale plein van de binnenstad van Hoorn.
Het hoofdgebouw met natuurstenen voorgevel in Hollandse renaissance-stijl dateert uit 1632.
Vóór 1631 bevond zich op deze plek het Proostenhuys, dat gebouwd was voor de proost, de plaatselijke vertegenwoordiger van de bisschop van Utrecht. Dit was een van de eerste stenen huizen in Hoorn.

## 20e en 21e eeuw
Sinds 1880 is het Westfries Museum in het gebouw gevestigd, oorspronkelijk alleen aan de achterkant, later ook aan de voorkant, en sinds 1994 ook in het er naast liggende voormalige woonhuis Roode Steen 16. De panden zijn met elkaar verbonden en de hoofdingang van het museum bevindt zich achter een smeedijzeren hek tussen de beide voorgevels.
Het Statencollege is sinds 1965 beschermd als rijksmonument en valt ook onder de internationale bescherming (blauw-wit schildje) volgens het Cultuurgoederenverdrag (Haagse Conventie van 1954).
Sinds 2016 is dit monument in handen van Monumentenbezit.

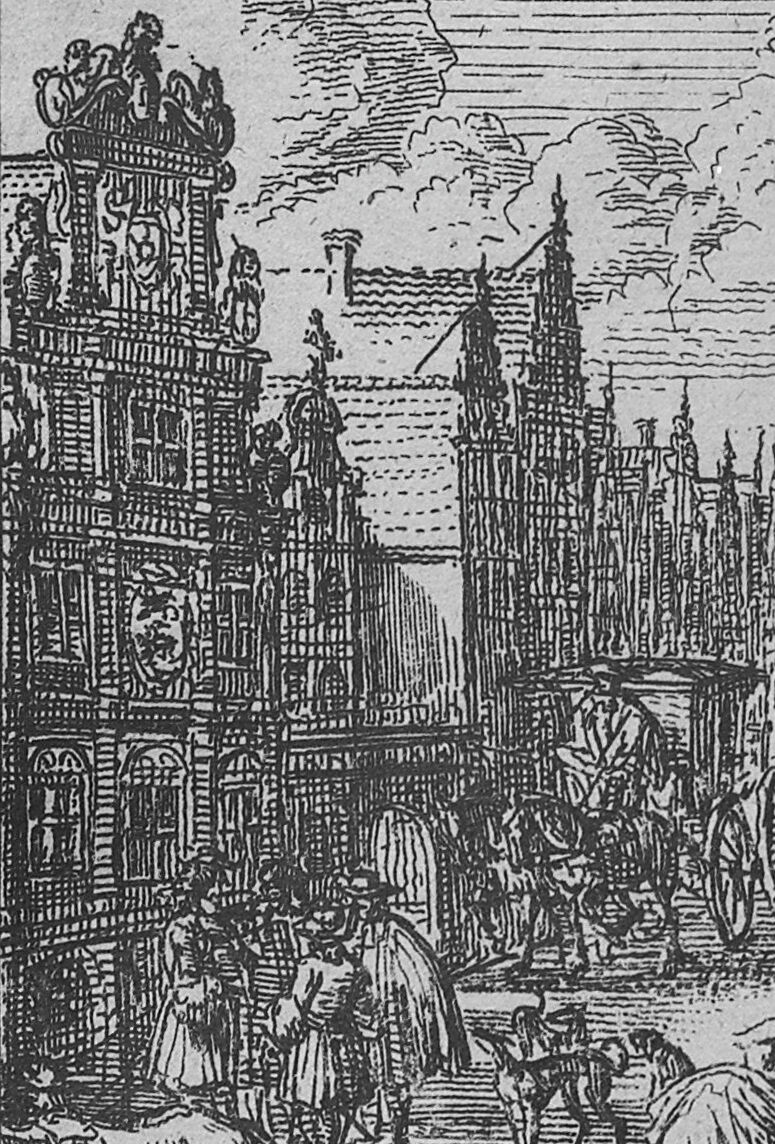
Detail 17e-eeuwse prent, links het "Staten-Huys"
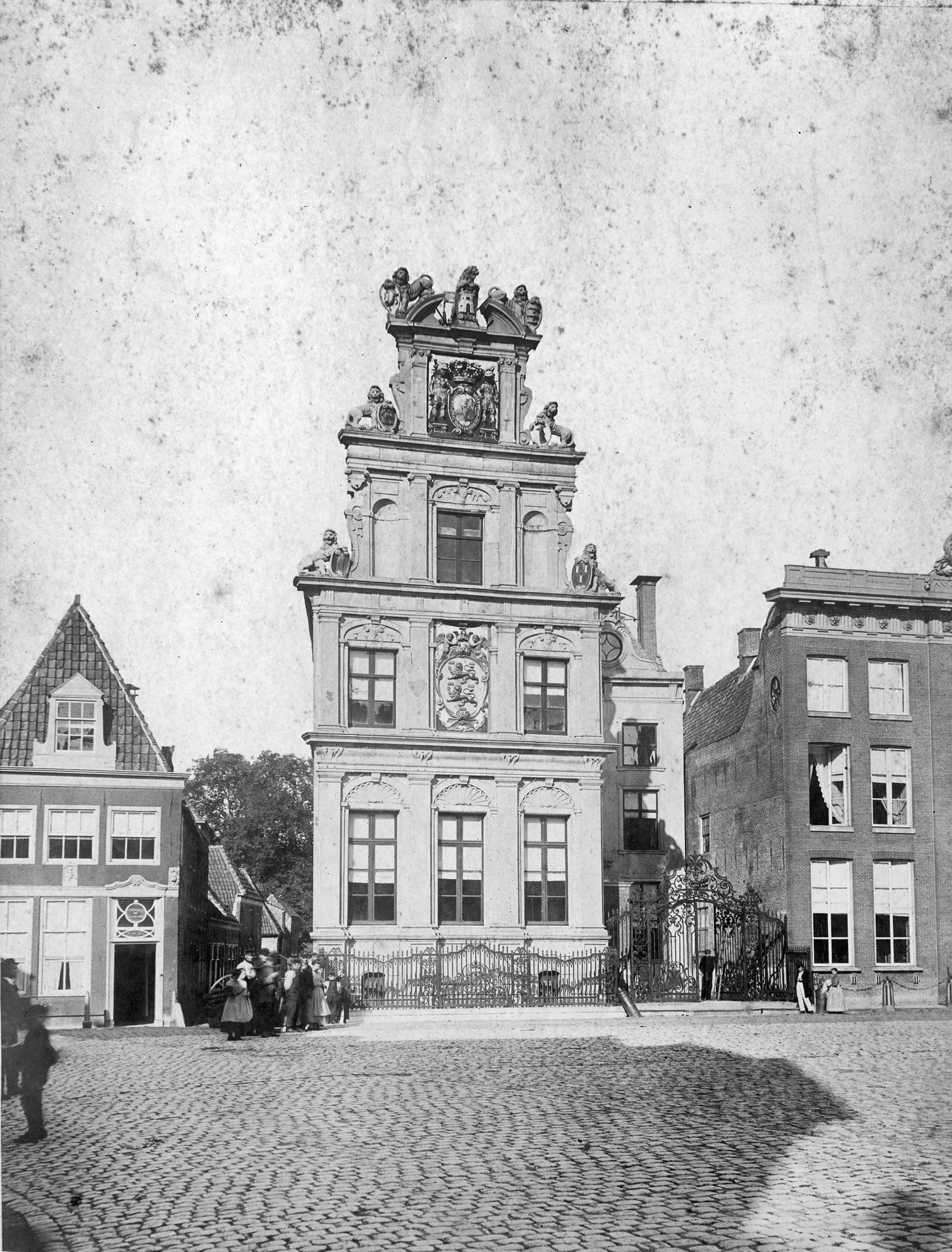
Oude foto, ca. 1900?
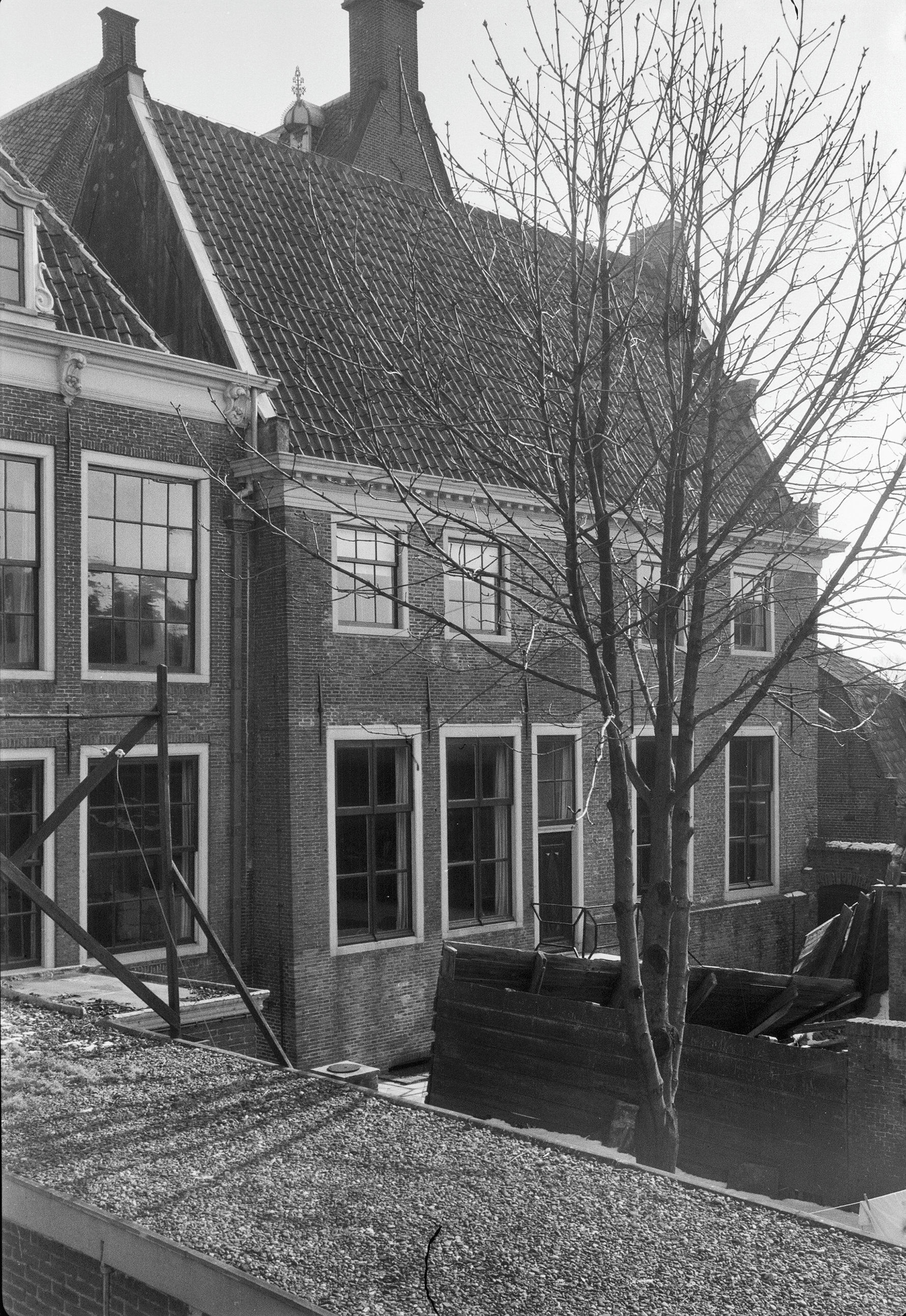
Achterkant van het gebouw (1962)
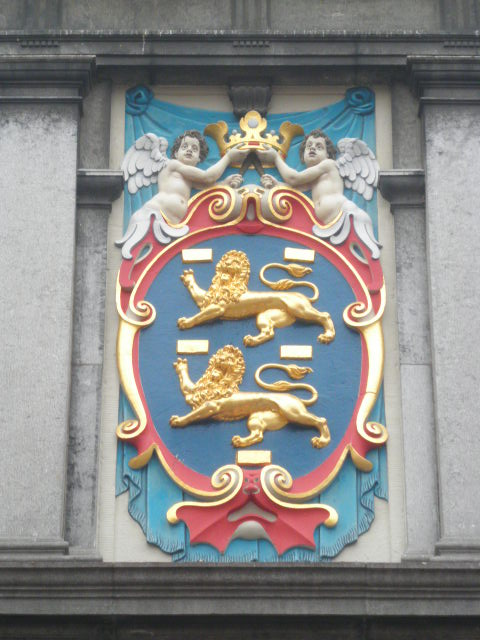
Wapen van West-Friesland, centraal in de voorgevel
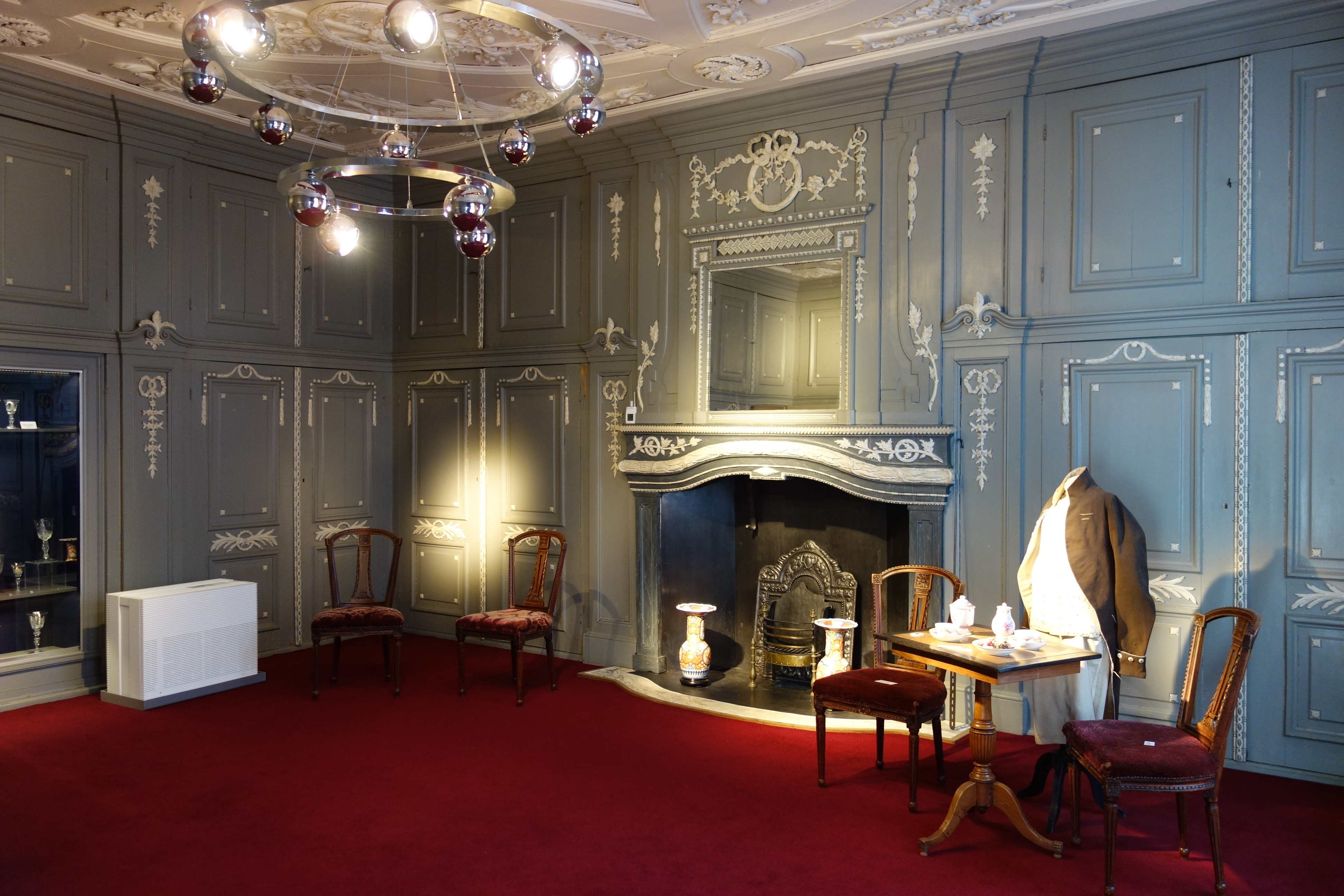
Interieur (2016)